# NGC 326
NGC 326 là một thiên hà quả tạ nằm trong chòm sao Song Ngư. Nó được phát hiện vào ngày 24 tháng 8 năm 1865 bởi Heinrich d'Arrest. Nó được Dreyer mô tả là "mờ nhạt, kéo dài một chút, ngôi sao cường độ 9 hoặc 10 về phía đông nam." 

## Lý lịch
Các thiên hà vô tuyến hình chữ X (hoặc "có cánh") là một loại nguồn vô tuyến ngoài vũ trụ thể hiện hai thùy vô tuyến có độ sáng bề mặt thấp ("cánh") được định hướng theo góc với độ sáng hoạt động hoặc độ sáng bề mặt cao, thùy. Cả hai tập hợp các thùy đều đi qua đối xứng qua trung tâm của thiên hà hình elip là nguồn gốc của các thùy, tạo cho thiên hà vô tuyến hình thái hình chữ X như nhìn thấy trên bản đồ vô tuyến.

## Nghiên cứu về thiên hà
NGC 326 là một thiên hà vô tuyến; thực tế, nó là một trong những thiên hà hình chữ X nổi bật nhất từng được quan sát. Một số nghiên cứu đã được thực hiện để cố gắng giải thích hình thái của nó thông qua chuyển động của chất lỏng hoặc định hướng lại trục phản lực. Đài quan sát tia X Chandra đã kiểm tra sự phát thải của thiên hà. Nghiên cứu đã tiết lộ một số tính năng, bao gồm mặt trận nhiệt độ cao có thể chỉ ra một cú sốc, các nút thắt ôn đới cao quanh vành phát xạ vô tuyến và một khoang liên kết với cánh phía đông.